# MyFreeCams
MyFreeCams (MFC) este un site american care oferă spectacole live webcam ale modelelor și care prezintă de obicei nuditate și activitate sexuală variind adesea de la striptease și vorbire erotică la masturbare cu jucărie sexuală.

## Istoric
MFC a fost lansat în 2004, si până în 2010 a fost descris de grupul industrial XBIZ drept „una dintre cele mai mari comunități de webcam pentru adulți din lume.”S-a raportat că are peste 100.000 de modele și mai mult de cinci milioane de membri. CNBC a raportat opinia unui agent de talente din industria adultă că modelele de pe site pot face „între 75.000 și 100.000 USD pe lună”,determinand astfel unele vedete porno consacrate să devină model webcams. În 2014, a fost raportat a fi „cel de-al 344-lea cel mai vizitat site de pe internet”, La fel ca multe cam  site-uri, MyFreeCams prezintă un număr mare de performeri români, columbieni, cehi, filipinezi, ucraineni și ruși, deși „pe partea interpreților sunt mai mulți americani pe MyFreeCams” decât pe alte site-uri.
MyFreeCams facilitează ocazional evenimente speciale pentru modele. De exemplu, în ianuarie 2019 compania a organizat un concert privat doar pentru modele, cu un spectacol al cantaretei rapp [[Cardi B].
Google Trends arată un declin constant al persoanelor care caută MyFreeCams în ultimii cinci ani.

## Concept
MFC este utilizat mai ales de amator modele webcam sau camgirls, care câștigă bani pentru performanțele lor pe site. Clienții site-ului pot achiziționa jetoane virtuale, care pot fi folosite pentru tip performeri sau pentru a viziona show-uri private. Clienții pot folosi text-based live chat pentru a vorbi între ei sau în chat-ul fiecărui performer. Performerii folosesc o cameră web și un microfon pentru a transmite video și audio live pe canalul lor. Atât membrii, cât și artiștii interpreți își pot trimite mesaje private și  -mail unul către celălalt.
Site-ul web impune anumite restricții asupra activităților desfășurate de modele pe cam. De exemplu, în februarie 2015, un cam model care fusese acuzat de o [[contravenție] pentru difuzarea unui spectacol MFC dintr-o bibliotecă publică de la Oregon State University, a fost „interzis de la MyFreeCams pentru încălcarea liniilor directoare și pentru filmare într-un loc public." Although no police charges were laid, the site also banned a model who engaged in similar activity at branches of the Windsor, Ontario Public Library over a three-month period.

## Recunoașterea industriei
Premiul XBIZ pentru Live Cam Site of the Year a fost acordat lui MFC în 2011, 2012 și 2013.  În plus, a fost numit in topul 50 al Industry Newsmakers of 2011 de către XBIZ. In 2014, MyFreeCams.com won an AVN award for Best Live Chat Website.

## References
1. 1 2  MyFreeCams (28 august 2019). „Happy 15th Birthday to MyFreeCams..” (Tweet).
2. ↑  „MyFreeCams: At the Top After 6 Years”. XBIZ. Accesat în 22 aprilie 2015.
3. 1 2  Miami Is the New Epicenter of "Camming"- Interactive Online Porn Arhivat în 11 martie 2015, la Wayback Machine., Miami New Times, by Allie Conti, Thursday, September 11, 2014
4. 1 2  MyFreeCams.com Nominated for 3 XBIZ Awards Arhivat în 28 martie 2016, la Wayback Machine., By David Maxwell, Friday, December 31, 2010.
5. 1 2  CamGirls: The New Porn Superstars, Thursday, January 17, 2013, 10:44 AM ET By: Chris Morris Special to CNBC.com.
6. ↑  Porn's new capitals: Romania and Colombia?, By Chris Morris, CNBC, Thursday, January 22, 2015.
7. ↑  C. Vernon Coleman II (26 ianuarie 2019). „Cardi B Performs Private Show For Cam Girls Before 2019 Avn Awards”. XXL Magazine.
8. ↑  „Google Trends”. Google Trends (în engleză). Accesat în 8 mai 2020.[nefuncțională]
9. 1 2 3  Intimacy on the Web, With a Crowd, Matt Richtel, The New York Times, September 21, 2013.
10. ↑  „Becoming a Webcam Model at MyFreeCams”. myfreecams.com. Accesat în 22 aprilie 2015.
11. ↑  „Instructions and Features”. myfreecams.com. Accesat în 22 aprilie 2015.
12. ↑  Berson, Jessica (1 februarie 2016). The Naked Result: How Exotic Dance Became Big Business. Oxford University Press. ISBN 978-0199846207.
13. ↑  „Basic Tour”. myfreecams.com. Accesat în 22 aprilie 2015.
14. ↑  Kendra Sunderland: Oregon State Cam Girl Speaks Out About Library Video, February 6, 2015.
15. ↑  „Live sex shows streamed from Windsor libraries”. CBC News. Accesat în 4 martie 2015.
16. ↑  Web-Tech Winners Power 2013 XBIZ Awards Arhivat în 2 aprilie 2015, la Wayback Machine., By Stephen Yagielowicz, XBIZ.com, Sat, January 12, 2013 09:00am PST, "The 2013 XBIZ Award for Live Cam Site of the Year went to MyFreeCams.com."
17. ↑  XBIZ World Magazine Names Top 50 Industry Newsmakers of 2011 Arhivat în 4 martie 2016, la Wayback Machine., By Bob Johnson, Friday, December 16, 2011.
18. ↑  31st AVN Awards